# Liste des devises nationales
Une devise nationale est une phrase courte ou un aphorisme suggérant une ligne d'action ou un idéal national commun. Cette page répertorie les devises des États souverains actuels.

Vexillum portant le sigle SPQR (Senatus populusque romanus, « Le Sénat et le peuple romain »), emblème et devise de la République romaine puis de l'Empire romain.

Dans la langue française, le mot devise est issu du latin divisum, signifiant « partager, répartir, diviser ». Il est utilisé par l'héraldique en Europe au XIIe siècle, initialement pour définir un type de figure à l'intérieur de l'écu (une fasce en devise), puis finalement pour désigner l'ensemble, le plus souvent allégorique, d'une figure et de mots (motto) traditionnellement placés sous l'écu des armoiries,. La devise servait alors à différencier et identifier personnellement le porteur sur ses armoiries familiales. Par la suite, la devise comme emblème, et en même temps que les armoiries, de moins en moins personnelles, pourront décrire les principes ou représenter l'identité de toute une dynastie, d'un ordre, d'une ville ou d'un pays. Utilisée parallèlement dans le langage courant, au XVIIe siècle le mot ne désigne finalement plus que la phrase à proprement parler et donne ainsi son sens moderne à la devise, proche du slogan ou de la maxime.
Dans la liste qui suit, en 2019, parmi les 197 États indépendants reconnus au sein de l'Organisation des Nations unies (ONU), au moins 40 pays ont une devise officielle explicitement prévue dans leurs textes de lois (le plus souvent la Constitution). De nombreux pays ont également une phrase inscrite sur leurs armoiries ou leur emblème officiel, et considérée de fait comme devise nationale au sens hérité notamment de l'héraldique européenne. La connaissance ou l'acceptation populaire d'une devise nationale, même lorsqu'elle est officielle, varie cependant d'un pays à l'autre. De la même façon certaines devises, sans base légale ou héraldique, mais historiquement bien ancrées dans la culture ou la politique du pays, peuvent être largement répandues et traditionnellement considérées comme devise nationale. Certains pays enfin n'ont pas de devise nationale.

## Sommaire par continent et par pays
| Afrique  | Afrique du Sud \| Algérie \| Angola \| Bénin \| Botswana \| Burkina Faso \| Burundi \| Cameroun \| Cap-Vert \| République centrafricaine \| Comores \| République du Congo \| République démocratique du Congo \| Côte d'Ivoire \| Djibouti \| Égypte \| Érythrée \| Eswatini \| Éthiopie \| Gabon \| Gambie \| Ghana \| Guinée \| Guinée-Bissau \| Guinée équatoriale \| Kenya \| Lesotho \| Liberia \| Libye \| Madagascar \| Malawi \| Mali \| Maroc \| Maurice \| Mauritanie \| Mozambique \| Namibie \| Niger \| Nigeria \| Ouganda \| Rwanda \| Sao Tomé-et-Principe \| Sénégal \| Seychelles \| Sierra Leone \| Somalie \| Soudan \| Soudan du Sud \| Tanzanie \| Tchad \| Togo \| Tunisie \| Zambie \| Zimbabwe |  |
| Amérique | Antigua-et-Barbuda \| Argentine \| Bahamas \| Barbade \| Belize \| Bolivie \| Brésil \| Canada \| Chili \| Colombie \| Costa Rica \| Cuba \| République dominicaine \| Dominique \| Équateur \| États-Unis \| Grenade \| Guatemala \| Guyana \| Haïti \| Honduras \| Jamaïque \| Mexique \| Nicaragua \| Panama \| Paraguay \| Pérou \| Québec \| Saint-Christophe-et-Niévès \| Sainte-Lucie \| Saint-Vincent-et-les Grenadines \| Salvador \| Suriname \| Trinité-et-Tobago \| Uruguay \| Venezuela |  |
| Asie     | Afghanistan \| Arabie saoudite \| Arménie \| Azerbaïdjan \| Bahreïn \| Bangladesh \| Bhoutan \| Birmanie \| Brunei \| Cambodge \| Chine \| Corée du Nord \| Corée du Sud \| Émirats arabes unis \| Géorgie \| Inde \| Indonésie \| Irak \| Iran \| Israël \| Japon \| Jordanie \| Kazakhstan \| Kirghizistan \| Koweït \| Laos \| Liban \| Malaisie \| Maldives \| Mongolie \| Népal \| Oman \| Ouzbékistan \| Palestine \| Pakistan \| Philippines \| Qatar \| Singapour \| Sri Lanka \| Syrie \| Tadjikistan \| Thaïlande \| Timor oriental \| Turkménistan \| Turquie \| Viêt Nam \| Yémen |  |
| Europe   | Albanie \| Allemagne \| Andorre \| Autriche \| Belgique \| Biélorussie \| Bosnie-Herzégovine \| Bulgarie \| Chypre \| Croatie \| Danemark \| Espagne \| Estonie \| Finlande \| France \| Grèce \| Hongrie \| Irlande \| Islande \| Italie \| Lettonie \| Liechtenstein \| Lituanie \| Luxembourg \| Macédoine \| Malte \| Moldavie \| Monaco \| Monténégro \| Norvège \| Pays-Bas \| Pologne \| Portugal \| République tchèque \| Roumanie \| Royaume-Uni \| Russie \| Saint-Marin \| Serbie \| Slovaquie \| Slovénie \| Suède \| Suisse \| Ukraine \| Vatican |  |
| Océanie  | Australie \| Fidji \| Kiribati \| Îles Marshall \| Micronésie \| Nauru \| Nouvelle-Zélande (et associés : Îles Cook, Niue) \| Palaos \| Papouasie-Nouvelle-Guinée \| Salomon \| Samoa \| Tonga \| Tuvalu \| Vanuatu |  |

## Liste des devises nationales
| Pays                             | Devise nationale | Langue | Traduction | Note |
| -------------------------------- | --- | --- | --- | --- |
| A                                | Sommaire : - Haut – A - B - C - D - E - F - G - H - I - J - K - L - M - N - O - P - Q - R - S - T - U - V - W - X - Y - Z             | Sommaire : - Haut – A - B - C - D - E - F - G - H - I - J - K - L - M - N - O - P - Q - R - S - T - U - V - W - X - Y - Z             | Sommaire : - Haut – A - B - C - D - E - F - G - H - I - J - K - L - M - N - O - P - Q - R - S - T - U - V - W - X - Y - Z             | Sommaire : - Haut – A - B - C - D - E - F - G - H - I - J - K - L - M - N - O - P - Q - R - S - T - U - V - W - X - Y - Z |
| Afghanistan                      | لَا إِلٰهَ إِلَّا ٱلله مُحَمَّدٌ رَسُولُ ٱلله (lā ʾilāha ʾillā llāh muḥammadun rasūlu llāh)                                                          | arabe | « Il n'y a de dieu qu'Allah et Mohammed est son prophète »                                                                            | [ Note 1 ] |
| Afrique du Sud                   | ǃke e꞉ ǀxarra ǁke (Unity in Diversity en anglais)                                                                                     | ǀxam | « L'unité dans la diversité » | [ 7 ] |
| Albanie                          | Feja e Shqiptarit është Shqiptaria (non officielle)                                                                                   | albanais | « La religion des Albanais est l'Albanité »                                                                                           | [ Note 2 ] |
| Algérie                          | بالشعب وللشعب (Bil-shaʿb wa lil-shaʿb)                                                                                                | arabe | « Par le Peuple et pour le Peuple »                                                                                                   | [ 10 ] |
| Allemagne                        | Einigkeit und Recht und Freiheit (non officielle)                                                                                     | allemand | « Unité et Droit et Liberté » | [ Note 3 ] |
| Andorre                          | Virtus, unita, fortior | latin | « L'unité fait la force » | , |
| Angola                           | Pas de devise officielle | Pas de devise officielle | Pas de devise officielle | [ 17 ] |
| Antigua-et-Barbuda               | Each Endeavouring, All Achieving | anglais | « Chacun essaie, tout le monde réussit »                                                                                              | [ 18 ] |
| Arabie saoudite                  | لا إله إلا الله محمد رسول الله (lā ʾilāha ʾillā llāh muḥammadun rasūlu llāh)                                                          | arabe | « Il n'y a de dieu qu'Allah et Mohammed est son prophète »                                                                            | [ Note 5 ] |
| Argentine                        | En Unión y Libertad (non officielle)                                                                                                  | espagnol | « Dans l'Union et la Liberté » | [ Note 6 ] |
| Arménie                          | Pas de devise officielle | Pas de devise officielle | Pas de devise officielle | [ 28 ] |
| Australie                        | Pas de devise officielle | Pas de devise officielle | Pas de devise officielle | [ Note 7 ] |
| Autriche                         | (Die Zukunft liegt in unseren Händen, Österreich liegt in unseren Herzen) L'avenir est entre nos mains, l'Autriche est dans nos cœurs | (Die Zukunft liegt in unseren Händen, Österreich liegt in unseren Herzen) L'avenir est entre nos mains, l'Autriche est dans nos cœurs | (Die Zukunft liegt in unseren Händen, Österreich liegt in unseren Herzen) L'avenir est entre nos mains, l'Autriche est dans nos cœurs | [ 33 ] |
| Azerbaïdjan                      | Pas de devise officielle | Pas de devise officielle | Pas de devise officielle | [ 34 ] |
| B                                | Sommaire : - Haut – A - B - C - D - E - F - G - H - I - J - K - L - M - N - O - P - Q - R - S - T - U - V - W - X - Y - Z             | Sommaire : - Haut – A - B - C - D - E - F - G - H - I - J - K - L - M - N - O - P - Q - R - S - T - U - V - W - X - Y - Z             | Sommaire : - Haut – A - B - C - D - E - F - G - H - I - J - K - L - M - N - O - P - Q - R - S - T - U - V - W - X - Y - Z             | Sommaire : - Haut – A - B - C - D - E - F - G - H - I - J - K - L - M - N - O - P - Q - R - S - T - U - V - W - X - Y - Z |
| Bahamas                          | Forward, Upward, Onward Together | anglais | « En avant, en montant, au-delà ensemble »                                                                                            | [ 35 ] |
| Bahreïn                          | Pas de devise officielle | Pas de devise officielle | Pas de devise officielle | [ 36 ] |
| Bangladesh                       | Pas de devise officielle | Pas de devise officielle | Pas de devise officielle | [ 37 ] |
| Barbade                          | Pride and Industry | anglais | « Fierté et Industrie » | [ 38 ] |
| Belgique                         | « L'union fait la force » Eendracht maakt macht (en néerlandais), Einigkeit macht stark (en allemand)                                 | français | | , |
| Belize                           | Sub umbra floreo | latin | « Je fleuris à l'ombre » | [ 40 ] |
| Bénin                            | « Fraternité - Justice - Travail » | français | | [ 41 ] |
| Bhoutan                          | One nation, one people (non officielle)                                                                                               | anglais | « Une nation, un peuple » | [ Note 8 ] |
| Biélorussie                      | Pas de devise officielle | Pas de devise officielle | Pas de devise officielle | [ 49 ] |
| Birmanie                         | Pas de devise officielle | Pas de devise officielle | Pas de devise officielle | [ Note 9 ] |
| Bolivie                          | La Unión es la Fuerza (non officielle)                                                                                                | espagnol | « L'union est la force » | , |
| Bosnie-Herzégovine               | Pas de devise officielle | Pas de devise officielle | Pas de devise officielle | [ 57 ] |
| Botswana                         | Pula! (Let there be rain en anglais)                                                                                                  | tswana | « Que tombe la pluie ! » | [ Note 11 ] |
| Brésil                           | Ordem e progresso | portugais | « Ordre et progrès » | [ Note 12 ] |
| Brunei                           | الدائمون المحسنون بالهدى (al-daʾimun al-muhsinun biʾl-huda) (Sentiasa membuat kebajikan dengan petunjuk Allah en malais)              | arabe | « Toujours servir avec l'aide de Dieu »                                                                                               | [ Note 13 ] |
| Bulgarie                         | Съединението прави силата (Saedinenieto pravi silata)                                                                                 | bulgare | « L'union fait la force » | , |
| Burkina Faso                     | « La Patrie ou la Mort, Nous vaincrons »                                                                                              | français | | [ 64 ] |
| Burundi                          | « Unité, Travail, Progrès » | français | | , |
| C                                | Sommaire : - Haut – A - B - C - D - E - F - G - H - I - J - K - L - M - N - O - P - Q - R - S - T - U - V - W - X - Y - Z             | Sommaire : - Haut – A - B - C - D - E - F - G - H - I - J - K - L - M - N - O - P - Q - R - S - T - U - V - W - X - Y - Z             | Sommaire : - Haut – A - B - C - D - E - F - G - H - I - J - K - L - M - N - O - P - Q - R - S - T - U - V - W - X - Y - Z             | Sommaire : - Haut – A - B - C - D - E - F - G - H - I - J - K - L - M - N - O - P - Q - R - S - T - U - V - W - X - Y - Z |
| Cambodge                         | ជាតិ សាសនា ព្រះមហាក្សត្រ (Chéat, Sasna, Preăhmôhaksât)                                                                                         | khmer | « Nation, Religion, Roi » | [ 66 ] |
| Cameroun                         | « Paix, Travail, Patrie » | français | | [ 67 ] |
| Canada                           | A mari usque ad mare | latin | « D'un océan à l'autre » | [ 68 ] |
| Cap-Vert                         | Pas de devise officielle | Pas de devise officielle | Pas de devise officielle | [ Note 15 ] |
| République centrafricaine        | « Unité - Dignité - Travail » | français | | [ 73 ] |
| Chili                            | Por la razón o la fuerza | espagnol | « Par la raison ou par la force » | [ 74 ] |
| Chine                            | Pas de devise officielle | Pas de devise officielle | Pas de devise officielle | [ 75 ] |
| Chypre                           | Pas de devise officielle | Pas de devise officielle | Pas de devise officielle | [ 76 ] |
| Colombie                         | Libertad y orden | espagnol | « Liberté et ordre » | [ 77 ] |
| Comores                          | « Unité - Solidarité - Développement »                                                                                                | français | | [ 78 ] |
| République du Congo              | « Unité - Travail - Progrès » | français | | , |
| République démocratique du Congo | « Justice - Paix - Travail » | français | | [ 80 ] |
| Îles Cook                        | Pas de devise officielle | Pas de devise officielle | Pas de devise officielle | [ 81 ] |
| Corée du Nord                    | Pas de devise officielle | Pas de devise officielle | Pas de devise officielle | [ Note 16 ] |
| Corée du Sud                     | 홍익인간 / 弘益人間 (Hong-ik In-gan) (non officielle)                                                                                 | coréen | « Profiter largement à l'humanité »                                                                                                   | [ Note 17 ] |
| Costa Rica                       | Pas de devise officielle | Pas de devise officielle | Pas de devise officielle | [ Note 18 ] |
| Côte d'Ivoire                    | « Union, Discipline, Travail » | français | | [ 93 ] |
| Croatie                          | Pas de devise officielle | Pas de devise officielle | Pas de devise officielle | [ 94 ] |
| Cuba                             | ¡Patria o Muerte, Venceremos! (non officielle)                                                                                        | espagnol | « La patrie ou la mort, nous vaincrons ! »                                                                                            | [ Note 19 ] |
| D                                | Sommaire : - Haut – A - B - C - D - E - F - G - H - I - J - K - L - M - N - O - P - Q - R - S - T - U - V - W - X - Y - Z             | Sommaire : - Haut – A - B - C - D - E - F - G - H - I - J - K - L - M - N - O - P - Q - R - S - T - U - V - W - X - Y - Z             | Sommaire : - Haut – A - B - C - D - E - F - G - H - I - J - K - L - M - N - O - P - Q - R - S - T - U - V - W - X - Y - Z             | Sommaire : - Haut – A - B - C - D - E - F - G - H - I - J - K - L - M - N - O - P - Q - R - S - T - U - V - W - X - Y - Z |
| Danemark                         | Guds hjælp, Folkets kærlighed, Danmarks styrke (non officielle)                                                                       | danois | « L'aide de Dieu, l'amour du peuple, la force du Danemark »                                                                           | [ Note 20 ] |
| Djibouti                         | « Unité, égalité, paix » | français | | [ 103 ] |
| République dominicaine           | Dios, Patria y Libertad | espagnol | « Dieu, Patrie et Liberté » | [ 104 ] |
| Dominique                        | Après Bondié, c’est la ter | créole | « Après Dieu, c'est la terre » | [ 105 ] |
| E                                | Sommaire : - Haut – A - B - C - D - E - F - G - H - I - J - K - L - M - N - O - P - Q - R - S - T - U - V - W - X - Y - Z             | Sommaire : - Haut – A - B - C - D - E - F - G - H - I - J - K - L - M - N - O - P - Q - R - S - T - U - V - W - X - Y - Z             | Sommaire : - Haut – A - B - C - D - E - F - G - H - I - J - K - L - M - N - O - P - Q - R - S - T - U - V - W - X - Y - Z             | Sommaire : - Haut – A - B - C - D - E - F - G - H - I - J - K - L - M - N - O - P - Q - R - S - T - U - V - W - X - Y - Z |
| Égypte                           | Pas de devise officielle | Pas de devise officielle | Pas de devise officielle | [ 106 ] |
| Émirats arabes unis              | Pas de devise officielle | Pas de devise officielle | Pas de devise officielle | [ 107 ] |
| Équateur                         | Dios, patria y libertad[réf. nécessaire]                                                                                              | espagnol | « Dieu, patrie et liberté » | |
| Érythrée                         | Pas de devise officielle | Pas de devise officielle | Pas de devise officielle | [ Note 21 ] |
| Espagne                          | Plus ultra | latin | « Encore au-delà » ou « Encore plus loin »                                                                                            | [ Note 22 ] |
| Estonie                          | Pas de devise officielle | Pas de devise officielle | Pas de devise officielle | [ 113 ] |
| Eswatini                         | Siyinqaba | swati | « Nous sommes la forteresse » | [ 114 ] |
| États-Unis                       | In God We Trust | anglais | « En Dieu nous croyons » | [ 115 ] |
| États-Unis                       | E pluribus unum | latin | « De plusieurs, un » | [ Note 23 ] |
| Éthiopie                         | Pas de devise officielle | Pas de devise officielle | Pas de devise officielle | [ Note 24 ] |
| F                                | Sommaire : - Haut – A - B - C - D - E - F - G - H - I - J - K - L - M - N - O - P - Q - R - S - T - U - V - W - X - Y - Z             | Sommaire : - Haut – A - B - C - D - E - F - G - H - I - J - K - L - M - N - O - P - Q - R - S - T - U - V - W - X - Y - Z             | Sommaire : - Haut – A - B - C - D - E - F - G - H - I - J - K - L - M - N - O - P - Q - R - S - T - U - V - W - X - Y - Z             | Sommaire : - Haut – A - B - C - D - E - F - G - H - I - J - K - L - M - N - O - P - Q - R - S - T - U - V - W - X - Y - Z |
| Fidji                            | Rerevaka na Kalou ka Doka na Tui | fidjien | « Crains Dieu et honore le roi/la reine »                                                                                             | [ Note 25 ] |
| Finlande                         | Pas de devise officielle | Pas de devise officielle | Pas de devise officielle | [ 126 ] |
| France                           | « Liberté, Égalité, Fraternité » | français | | [ 127 ] |
| G                                | Sommaire : - Haut – A - B - C - D - E - F - G - H - I - J - K - L - M - N - O - P - Q - R - S - T - U - V - W - X - Y - Z             | Sommaire : - Haut – A - B - C - D - E - F - G - H - I - J - K - L - M - N - O - P - Q - R - S - T - U - V - W - X - Y - Z             | Sommaire : - Haut – A - B - C - D - E - F - G - H - I - J - K - L - M - N - O - P - Q - R - S - T - U - V - W - X - Y - Z             | Sommaire : - Haut – A - B - C - D - E - F - G - H - I - J - K - L - M - N - O - P - Q - R - S - T - U - V - W - X - Y - Z |
| Gabon                            | « Union - Travail - Justice » | français | | [ 128 ] |
| Gambie                           | Progress, Peace, Prosperity | anglais | « Progrès, paix, prospérité » | [ 129 ] |
| Géorgie                          | ძალა ერთობაშია (Dzala ert'obashia) | géorgien | « La force est dans l'unité » | , |
| Ghana                            | Freedom and Justice | anglais | « Liberté et Justice » | [ 131 ] |
| Grèce                            | Ελευθερία ή θάνατος (Elefthería í thánatos) (non-officielle)                                                                          | grec | « La liberté ou la mort » | [ Note 26 ] |
| Grenade                          | Ever conscious of God, we aspire, build and advance as one people                                                                     | anglais | « Toujours conscients de Dieu, nous aspirons, construisons et avançons comme un peuple uni »                                          | [ 137 ] |
| Guatemala                        | Libertad | espagnol | « Liberté » | [ 138 ] |
| Guinée                           | « Travail, Justice, Solidarité » | français | | [ 139 ] |
| Guinée-Bissau                    | Unidade, Luta, Progresso | portugais | « Unité, lutte, progrès » | [ 140 ] |
| Guinée équatoriale               | Unidad, Paz y Justicia | espagnol | « Unité, paix et justice » | [ 141 ] |
| Guyana                           | One People, One Nation, One Destiny                                                                                                   | anglais | « Un peuple, une nation, un destin »                                                                                                  | [ 142 ] |
| H                                | Sommaire : - Haut – A - B - C - D - E - F - G - H - I - J - K - L - M - N - O - P - Q - R - S - T - U - V - W - X - Y - Z             | Sommaire : - Haut – A - B - C - D - E - F - G - H - I - J - K - L - M - N - O - P - Q - R - S - T - U - V - W - X - Y - Z             | Sommaire : - Haut – A - B - C - D - E - F - G - H - I - J - K - L - M - N - O - P - Q - R - S - T - U - V - W - X - Y - Z             | Sommaire : - Haut – A - B - C - D - E - F - G - H - I - J - K - L - M - N - O - P - Q - R - S - T - U - V - W - X - Y - Z |
| Haïti                            | « Liberté, Égalité, Fraternité » | français | | , |
| Honduras                         | Libre, Soberana e Independiente | espagnol | « Libre, Souveraine et Indépendante »                                                                                                 | [ Note 28 ] |
| Hongrie                          | Pas de devise officielle | Pas de devise officielle | Pas de devise officielle | [ 149 ] |
| I                                | Sommaire : - Haut – A - B - C - D - E - F - G - H - I - J - K - L - M - N - O - P - Q - R - S - T - U - V - W - X - Y - Z             | Sommaire : - Haut – A - B - C - D - E - F - G - H - I - J - K - L - M - N - O - P - Q - R - S - T - U - V - W - X - Y - Z             | Sommaire : - Haut – A - B - C - D - E - F - G - H - I - J - K - L - M - N - O - P - Q - R - S - T - U - V - W - X - Y - Z             | Sommaire : - Haut – A - B - C - D - E - F - G - H - I - J - K - L - M - N - O - P - Q - R - S - T - U - V - W - X - Y - Z |
| Inde                             | सत्यमेव जयते (satyameva jayate) | sanskrit | « Seule la vérité triomphe » | [ Note 29 ] |
| Indonésie                        | Bhinneka Tunggal Ika | vieux-javanais | « Unité dans la diversité » | [ 153 ] |
| Irak                             | الله اكبر (Allāhu akbar) | arabe | « Dieu est le plus grand » | [ Note 30 ] |
| Iran                             | الله اكبر (Allāhu akbar) | arabe | « Dieu est le plus grand » | [ Note 31 ] |
| Irlande                          | Pas de devise officielle | Pas de devise officielle | Pas de devise officielle | [ 159 ] |
| Islande                          | Pas de devise officielle | Pas de devise officielle | Pas de devise officielle | [ Note 32 ] |
| Israël                           | Pas de devise officielle | Pas de devise officielle | Pas de devise officielle | |
| Italie                           | Pas de devise officielle | Pas de devise officielle | Pas de devise officielle | [ 168 ] |
| J                                | Sommaire : - Haut – A - B - C - D - E - F - G - H - I - J - K - L - M - N - O - P - Q - R - S - T - U - V - W - X - Y - Z             | Sommaire : - Haut – A - B - C - D - E - F - G - H - I - J - K - L - M - N - O - P - Q - R - S - T - U - V - W - X - Y - Z             | Sommaire : - Haut – A - B - C - D - E - F - G - H - I - J - K - L - M - N - O - P - Q - R - S - T - U - V - W - X - Y - Z             | Sommaire : - Haut – A - B - C - D - E - F - G - H - I - J - K - L - M - N - O - P - Q - R - S - T - U - V - W - X - Y - Z |
| Jamaïque                         | Out of Many, One People | anglais | « Du plus grand nombre, un peuple »                                                                                                   | [ 169 ] |
| Japon                            | Pas de devise officielle | Pas de devise officielle | Pas de devise officielle | |
| Jordanie                         | الأردن أولاً (al-Urdun awalan) | arabe | « La Jordanie d'abord » | [ Note 33 ] |
| Jordanie                         | كلنا الأردن (Kulna al-Urdun) | arabe | « Nous sommes tous la Jordanie » | [ Note 33 ] |
| K                                | Sommaire : - Haut – A - B - C - D - E - F - G - H - I - J - K - L - M - N - O - P - Q - R - S - T - U - V - W - X - Y - Z             | Sommaire : - Haut – A - B - C - D - E - F - G - H - I - J - K - L - M - N - O - P - Q - R - S - T - U - V - W - X - Y - Z             | Sommaire : - Haut – A - B - C - D - E - F - G - H - I - J - K - L - M - N - O - P - Q - R - S - T - U - V - W - X - Y - Z             | Sommaire : - Haut – A - B - C - D - E - F - G - H - I - J - K - L - M - N - O - P - Q - R - S - T - U - V - W - X - Y - Z |
| Kazakhstan                       | Pas de devise officielle | Pas de devise officielle | Pas de devise officielle | [ Note 34 ] |
| Kenya                            | Harambee (Let us all pull together en anglais)                                                                                        | swahili | « Travaillons tous ensemble » ou « Agir ensemble »                                                                                    | [ Note 35 ] |
| Kirghizistan                     | Pas de devise officielle | Pas de devise officielle | Pas de devise officielle | [ 178 ] |
| Kiribati                         | Te Mauri te Raoi ao te Tabomoa | gilbertin | « Santé, Paix et Prospérité » | [ Note 36 ] |
| Koweït                           | Pas de devise officielle | Pas de devise officielle | Pas de devise officielle | [ Note 37 ] |
| L                                | Sommaire : - Haut – A - B - C - D - E - F - G - H - I - J - K - L - M - N - O - P - Q - R - S - T - U - V - W - X - Y - Z             | Sommaire : - Haut – A - B - C - D - E - F - G - H - I - J - K - L - M - N - O - P - Q - R - S - T - U - V - W - X - Y - Z             | Sommaire : - Haut – A - B - C - D - E - F - G - H - I - J - K - L - M - N - O - P - Q - R - S - T - U - V - W - X - Y - Z             | Sommaire : - Haut – A - B - C - D - E - F - G - H - I - J - K - L - M - N - O - P - Q - R - S - T - U - V - W - X - Y - Z |
| Laos                             | ສັນຕິພາບ ເອກະລາດ ປະຊາທິປະໄຕ ເອກະພາບ ວັດທະນາຖາວອນ (Santiphab ekalad pasathipatai ekaphab vadtha na thauaon)                                | lao | « Paix, Indépendance, Démocratie, Unité et Prospérité »                                                                               | [ 181 ] |
| Lesotho                          | Khotso, Pula, Nala | sotho du Sud | « Paix, pluie et prospérité » | [ Note 38 ] |
| Lettonie                         | Pas de devise officielle | Pas de devise officielle | Pas de devise officielle | [ Note 39 ] |
| Liban                            | Pas de devise officielle | Pas de devise officielle | Pas de devise officielle | [ 186 ] |
| Liberia                          | The love of liberty brought us here                                                                                                   | anglais | « L'amour de la liberté nous a amené ici »                                                                                            | [ 187 ] |
| Libye                            | Pas de devise officielle | Pas de devise officielle | Pas de devise officielle | [ Note 40 ] |
| Liechtenstein                    | Für Gott, Fürst und Vaterland (non officielle)                                                                                        | allemand | « Pour Dieu, le Prince et la Patrie »                                                                                                 | [ Note 41 ] |
| Lituanie                         | Pas de devise officielle | Pas de devise officielle | Pas de devise officielle | [ Note 42 ] |
| Luxembourg                       | Mir wëlle bleiwe wat mir sinn | luxembourgeois | « Nous voulons rester ce que nous sommes »                                                                                            | [ Note 43 ] |
| M                                | Sommaire : - Haut – A - B - C - D - E - F - G - H - I - J - K - L - M - N - O - P - Q - R - S - T - U - V - W - X - Y - Z             | Sommaire : - Haut – A - B - C - D - E - F - G - H - I - J - K - L - M - N - O - P - Q - R - S - T - U - V - W - X - Y - Z             | Sommaire : - Haut – A - B - C - D - E - F - G - H - I - J - K - L - M - N - O - P - Q - R - S - T - U - V - W - X - Y - Z             | Sommaire : - Haut – A - B - C - D - E - F - G - H - I - J - K - L - M - N - O - P - Q - R - S - T - U - V - W - X - Y - Z |
| Macédoine du Nord                | Pas de devise officielle | Pas de devise officielle | Pas de devise officielle | [ 205 ] |
| Madagascar                       | Fitiavana,Tanindrazana, Fandrosoana                                                                                                   | malgache | « Amour, Patrie, Progrès » | [ 206 ] |
| Malaisie                         | Bersekutu Bertambah Mutu | malais | « L'unité fait la force » ou « L'unité nous améliore »                                                                                | , |
| Malawi                           | Unity and freedom | anglais | « Unité et Liberté » | [ 209 ] |
| Maldives                         | Pas de devise officielle | Pas de devise officielle | Pas de devise officielle | [ 210 ] |
| Mali                             | « Un Peuple - Un But - Une Foi » | français | | , |
| Malte                            | Virtute et constantia | latin | « Par le courage et la constance » | [ Note 46 ] |
| Maroc                            | الله ؛ الوطن ؛ الملك (Allāh, Al-Waṭan, Al-Malīk)                                                                                      | arabe | « Dieu, la patrie, le roi » | [ 216 ] |
| Îles Marshall                    | Jepilpilin ke ejukaan | marshallais | « La réussite par l'effort commun »                                                                                                   | [ 217 ] |
| Maurice                          | Stella Clavisque Maris Indici | latin | « L'étoile et la clef de l'océan Indien »                                                                                             | [ 218 ] |
| Mauritanie                       | شرف، إخاء، عدل (šaraf, iḫā', ʿadl) | arabe | « Honneur, Fraternité, Justice » | [ 219 ] |
| Mexique                          | La Patria es Primero (non officielle)                                                                                                 | espagnol | « La patrie d'abord » | [ Note 47 ] |
| États fédérés de Micronésie      | Peace, Unity, Liberty | anglais | « Paix, Unité, Liberté » | [ Note 48 ] |
| Moldavie                         | Limba noastra-i o comoara (non officielle)                                                                                            | roumain | « Notre langue est un trésor » | [ Note 49 ] |
| Monaco                           | Deo juvante | latin | « Avec l’aide de Dieu » | [ Note 50 ] |
| Mongolie                         | Pas de devise officielle | Pas de devise officielle | Pas de devise officielle | [ 232 ] |
| Monténégro                       | Pas de devise officielle | Pas de devise officielle | Pas de devise officielle | [ Note 51 ] |
| Mozambique                       | Pas de devise officielle | Pas de devise officielle | Pas de devise officielle | [ 235 ] |
| N                                | Sommaire : - Haut – A - B - C - D - E - F - G - H - I - J - K - L - M - N - O - P - Q - R - S - T - U - V - W - X - Y - Z             | Sommaire : - Haut – A - B - C - D - E - F - G - H - I - J - K - L - M - N - O - P - Q - R - S - T - U - V - W - X - Y - Z             | Sommaire : - Haut – A - B - C - D - E - F - G - H - I - J - K - L - M - N - O - P - Q - R - S - T - U - V - W - X - Y - Z             | Sommaire : - Haut – A - B - C - D - E - F - G - H - I - J - K - L - M - N - O - P - Q - R - S - T - U - V - W - X - Y - Z |
| Namibie                          | Unity, Liberty, Justice | anglais | « Unité, Liberté, Justice » | [ 236 ] |
| Nauru                            | God's will first | anglais | « La volonté de Dieu d'abord » | [ 237 ] |
| Népal                            | जननी जन्मभूमिश्च स्वर्गादपि गरीयसी (Janani janmabhoomischa swargadapi gariyasi)                                                                  | sanskrit | « La mère et la mère patrie valent plus que les cieux »                                                                               | [ Note 52 ] |
| Nicaragua                        | En Dios Confiamos (non officielle) | espagnol | « En dieu nous avons confiance » | [ Note 53 ] |
| Niger                            | « Fraternité, Travail, Progrès » | français | | [ 244 ] |
| Nigeria                          | Unity and Faith, Peace and Progress                                                                                                   | anglais | « Unité et Foi, Paix et Progrès » | [ 245 ] |
| Niue                             | Pas de devise officielle | Pas de devise officielle | Pas de devise officielle | [ 246 ] |
| Norvège                          | Alt for Norge | norvégien | « Tout pour la Norvège » | [ Note 54 ] |
| Nouvelle-Zélande                 | Pas de devise officielle | Pas de devise officielle | Pas de devise officielle | [ Note 55 ] |
| O                                | Sommaire : - Haut – A - B - C - D - E - F - G - H - I - J - K - L - M - N - O - P - Q - R - S - T - U - V - W - X - Y - Z             | Sommaire : - Haut – A - B - C - D - E - F - G - H - I - J - K - L - M - N - O - P - Q - R - S - T - U - V - W - X - Y - Z             | Sommaire : - Haut – A - B - C - D - E - F - G - H - I - J - K - L - M - N - O - P - Q - R - S - T - U - V - W - X - Y - Z             | Sommaire : - Haut – A - B - C - D - E - F - G - H - I - J - K - L - M - N - O - P - Q - R - S - T - U - V - W - X - Y - Z |
| Oman                             | Pas de devise officielle | Pas de devise officielle | Pas de devise officielle | [ 251 ] |
| Ouganda                          | For God and My Country | anglais | « Pour Dieu et mon pays » | [ 252 ] |
| Ouzbékistan                      | Pas de devise officielle | Pas de devise officielle | Pas de devise officielle | [ Note 56 ] |
| P                                | Sommaire : - Haut – A - B - C - D - E - F - G - H - I - J - K - L - M - N - O - P - Q - R - S - T - U - V - W - X - Y - Z             | Sommaire : - Haut – A - B - C - D - E - F - G - H - I - J - K - L - M - N - O - P - Q - R - S - T - U - V - W - X - Y - Z             | Sommaire : - Haut – A - B - C - D - E - F - G - H - I - J - K - L - M - N - O - P - Q - R - S - T - U - V - W - X - Y - Z             | Sommaire : - Haut – A - B - C - D - E - F - G - H - I - J - K - L - M - N - O - P - Q - R - S - T - U - V - W - X - Y - Z |
| Pakistan                         | ایمان، اتحاد، نظم (Īmān, Ittiḥād, Naẓm)                                                                                               | ourdou | « Foi, unité, discipline » | [ Note 57 ] |
| Palaos                           | Pas de devise officielle | Pas de devise officielle | Pas de devise officielle | [ 258 ] |
| Palestine                        | Pas de devise officielle | Pas de devise officielle | Pas de devise officielle | [ 259 ] |
| Panama                           | Pro Mundi Beneficio | latin | « Pour le bénéfice du monde » | [ 260 ] |
| Papouasie-Nouvelle-Guinée        | Unity in diversity | anglais | « L'unité dans la diversité » | [ 261 ] |
| Paraguay                         | Paz y Justicia | espagnol | « Paix et Justice » | [ 262 ] |
| Pays-Bas                         | « Je maintiendrai » | français | | [ Note 58 ] |
| Pérou                            | Firme y feliz por la unión (non officielle)                                                                                           | espagnol | « Fort et heureux par l'union » | [ Note 59 ] |
| Philippines                      | Maka-Diyos, maka-Tao, makakalikasan at makabansa                                                                                      | tagalog | « Pour Dieu, le peuple, la nature et le pays »                                                                                        | [ Note 60 ] |
| Pologne                          | Bóg, Honor i Ojczyzna (non officielle)                                                                                                | polonais | « Dieu, honneur et patrie » | [ Note 61 ] |
| Portugal                         | Trabalho, Família, Disciplina (non officielle)                                                                                        | Trabalho, Família, Disciplina (non officielle)                                                                                        | Trabalho, Família, Disciplina (non officielle)                                                                                        | [ Note 62 ] |
| Q                                | Sommaire : - Haut – A - B - C - D - E - F - G - H - I - J - K - L - M - N - O - P - Q - R - S - T - U - V - W - X - Y - Z             | Sommaire : - Haut – A - B - C - D - E - F - G - H - I - J - K - L - M - N - O - P - Q - R - S - T - U - V - W - X - Y - Z             | Sommaire : - Haut – A - B - C - D - E - F - G - H - I - J - K - L - M - N - O - P - Q - R - S - T - U - V - W - X - Y - Z             | Sommaire : - Haut – A - B - C - D - E - F - G - H - I - J - K - L - M - N - O - P - Q - R - S - T - U - V - W - X - Y - Z |
| Qatar                            | Pas de devise officielle | Pas de devise officielle | Pas de devise officielle | [ 289 ] |
| Québec                           | Je me souviens | français | | [ 290 ] |
| R                                | Sommaire : - Haut – A - B - C - D - E - F - G - H - I - J - K - L - M - N - O - P - Q - R - S - T - U - V - W - X - Y - Z             | Sommaire : - Haut – A - B - C - D - E - F - G - H - I - J - K - L - M - N - O - P - Q - R - S - T - U - V - W - X - Y - Z             | Sommaire : - Haut – A - B - C - D - E - F - G - H - I - J - K - L - M - N - O - P - Q - R - S - T - U - V - W - X - Y - Z             | Sommaire : - Haut – A - B - C - D - E - F - G - H - I - J - K - L - M - N - O - P - Q - R - S - T - U - V - W - X - Y - Z |
| Roumanie                         | Pas de devise officielle | Pas de devise officielle | Pas de devise officielle | [ Note 63 ] |
| Royaume-Uni                      | « Dieu et mon droit » | français | | [ Note 64 ] |
| Russie                           | Pas de devise officielle | Pas de devise officielle | Pas de devise officielle | [ Note 65 ] |
| Rwanda                           | Ubumwe, Umurimo, Gukunda Igihugu | kinyarwanda | « Unité, Travail, Patriotisme » | [ 299 ] |
| S                                | Sommaire : - Haut – A - B - C - D - E - F - G - H - I - J - K - L - M - N - O - P - Q - R - S - T - U - V - W - X - Y - Z             | Sommaire : - Haut – A - B - C - D - E - F - G - H - I - J - K - L - M - N - O - P - Q - R - S - T - U - V - W - X - Y - Z             | Sommaire : - Haut – A - B - C - D - E - F - G - H - I - J - K - L - M - N - O - P - Q - R - S - T - U - V - W - X - Y - Z             | Sommaire : - Haut – A - B - C - D - E - F - G - H - I - J - K - L - M - N - O - P - Q - R - S - T - U - V - W - X - Y - Z |
| Saint-Christophe-et-Niévès       | Country Above Self | anglais | « La patrie avant soi » | [ 300 ] |
| Saint-Marin                      | Libertas | latin | « Liberté » | [ 301 ] |
| Saint-Vincent-et-les-Grenadines  | Pax et justitia | latin | « Paix et justice » | [ 302 ] |
| Sainte-Lucie                     | The Land, The People, The Light | anglais | « La Terre, le Peuple, la Lumière »                                                                                                   | [ 303 ] |
| Îles Salomon                     | To lead is to serve | anglais | « Diriger c'est servir » | [ 304 ] |
| Salvador                         | Dios, Unión, Libertad | espagnol | « Dieu, union, liberté » | [ Note 66 ] |
| Samoa                            | Faavae i le Atua Samoa | samoan | « Puisse Dieu être l'assise des Samoa »                                                                                               | [ 306 ] |
| Sao Tomé-et-Principe             | Unidade, Disciplina, Trabalho | portugais | « Unité, discipline, travail » | [ 307 ] |
| Sénégal                          | « Un Peuple - Un But - Une Foi » | français | | , |
| Serbie                           | Само Слога Србина Спасава (Samo Sloga Srbina Spasava) (non officielle)                                                                | serbe | « Seule l'unité sauvera les Serbes »                                                                                                  | [ Note 67 ] |
| Seychelles                       | Finis coronat opus | latin | « La fin couronne le travail » | [ 313 ] |
| Sierra Leone                     | Unity, Freedom and Justice | anglais | « Unité, Liberté et Justice » | [ 314 ] |
| Singapour                        | Majulah Singapura | malais | « En avant, Singapour » | [ Note 68 ] |
| Slovaquie                        | Pas de devise officielle | Pas de devise officielle | Pas de devise officielle | [ 318 ] |
| Slovénie                         | Pas de devise officielle | Pas de devise officielle | Pas de devise officielle | [ 319 ] |
| Somalie                          | Pas de devise officielle | Pas de devise officielle | Pas de devise officielle | [ 320 ] |
| Somaliland                       | لَا إِلٰهَ إِلَّا ٱلله مُحَمَّدٌ رَسُولُ ٱلله (lā ʾilāha ʾillā llāh muḥammadun rasūlu llāh)                                                          | arabe | « Il n'y a de dieu qu'Allah et Mohammed est son prophète »                                                                            | [ Note 69 ] |
| Soudan                           | النصر لنا (An-Naṣr lanā) | arabe | « La victoire est à nous » | [ 322 ] |
| Soudan du Sud                    | Justice, liberty, prosperity | anglais | « Justice, liberté, prospérité » | [ 323 ] |
| Sri Lanka                        | Pas de devise officielle | Pas de devise officielle | Pas de devise officielle | [ 324 ] |
| Suède                            | För Sverige - I tiden | suédois | « Toujours pour la Suède » ou « Pour la Suède, en notre temps »                                                                       | [ Note 70 ] |
| Suisse                           | Unus pro omnibus, omnes pro uno | latin | « Un pour tous, tous pour un » | [ 326 ] |
| Suriname                         | Justitia - Pietas - Fides | latin | « Justice - Piété - Loyauté » | [ Note 71 ] |
| Syrie                            | وحدة ، حرية ، اشتراكية (Waḥdah, Ḥurrīyah, Ishtirākīyah) (non officielle)                                                              | arabe | « Unité, liberté, socialisme » | [ Note 72 ] |
| T                                | Sommaire : - Haut – A - B - C - D - E - F - G - H - I - J - K - L - M - N - O - P - Q - R - S - T - U - V - W - X - Y - Z             | Sommaire : - Haut – A - B - C - D - E - F - G - H - I - J - K - L - M - N - O - P - Q - R - S - T - U - V - W - X - Y - Z             | Sommaire : - Haut – A - B - C - D - E - F - G - H - I - J - K - L - M - N - O - P - Q - R - S - T - U - V - W - X - Y - Z             | Sommaire : - Haut – A - B - C - D - E - F - G - H - I - J - K - L - M - N - O - P - Q - R - S - T - U - V - W - X - Y - Z |
| Tadjikistan                      | Pas de devise officielle | Pas de devise officielle | Pas de devise officielle | [ 332 ] |
| Tanzanie                         | Uhuru na Umoja | kiswahili | « Liberté et unité » | [ 333 ] |
| Tchad                            | « Unité - Travail - Progrès » | français | | , |
| République tchèque               | Pravda vítězí | tchèque | « La vérité triomphe » | [ Note 73 ] |
| Thaïlande                        | Pas de devise officielle | Pas de devise officielle | Pas de devise officielle | [ Note 74 ] |
| Timor oriental                   | Unidade, acção, progresso | portugais | « Unité, action, progrès » | [ 342 ] |
| Togo                             | « Travail - Liberté - Patrie » | français | | [ 343 ] |
| Tonga                            | Ko e 'Otua mo Tonga ko hoku tofi'a | tongien | « Dieu et Tonga sont mon héritage »                                                                                                   | [ 344 ] |
| Trinité-et-Tobago                | Together we aspire, together we achieve                                                                                               | anglais | « Même idéal, même ouvrage » | [ Note 75 ] |
| Trinité-et-Tobago                | Discipline, Production, Tolerance | anglais | « Discipline, Production, Tolérance »                                                                                                 | [ Note 75 ] |
| Tunisie                          | حرية، نظام، عدالة (Ḥoṛiya, Niẓam, 'Adāla)                                                                                             | arabe | « Liberté, Ordre, Justice » | [ 352 ] |
| Turkménistan                     | Pas de devise officielle | Pas de devise officielle | Pas de devise officielle | [ Note 76 ] |
| Turquie                          | Pas de devise officielle | Pas de devise officielle | Pas de devise officielle | [ Note 77 ] |
| Tuvalu                           | Tuvalu mo te Atua | tuvaluan | « Tuvalu avec Dieu » | [ Note 78 ] |
| U                                | Sommaire : - Haut – A - B - C - D - E - F - G - H - I - J - K - L - M - N - O - P - Q - R - S - T - U - V - W - X - Y - Z             | Sommaire : - Haut – A - B - C - D - E - F - G - H - I - J - K - L - M - N - O - P - Q - R - S - T - U - V - W - X - Y - Z             | Sommaire : - Haut – A - B - C - D - E - F - G - H - I - J - K - L - M - N - O - P - Q - R - S - T - U - V - W - X - Y - Z             | Sommaire : - Haut – A - B - C - D - E - F - G - H - I - J - K - L - M - N - O - P - Q - R - S - T - U - V - W - X - Y - Z |
| Ukraine                          | "Gloire à l'Ukraine" | "Gloire à l'Ukraine" | "Gloire à l'Ukraine" | [ Note 79 ] |
| Union européenne                 | In varietate concordia | latin ou langues de l'UE | « Unie dans la diversité » | [ 362 ] |
| Uruguay                          | Libertad o muerte | espagnol | « La liberté ou la mort » | [ Note 80 ] |
| V                                | Sommaire : - Haut – A - B - C - D - E - F - G - H - I - J - K - L - M - N - O - P - Q - R - S - T - U - V - W - X - Y - Z             | Sommaire : - Haut – A - B - C - D - E - F - G - H - I - J - K - L - M - N - O - P - Q - R - S - T - U - V - W - X - Y - Z             | Sommaire : - Haut – A - B - C - D - E - F - G - H - I - J - K - L - M - N - O - P - Q - R - S - T - U - V - W - X - Y - Z             | Sommaire : - Haut – A - B - C - D - E - F - G - H - I - J - K - L - M - N - O - P - Q - R - S - T - U - V - W - X - Y - Z |
| Vanuatu                          | Long God yumi stanap | bichelamar | « Nous nous tenons devant Dieu » | [ 365 ] |
| Vatican                          | Pas de devise officielle | Pas de devise officielle | Pas de devise officielle | [ Note 81 ] |
| Venezuela                        | Dios y Federación (non officielle) | espagnol | « Dieu et Fédération » | [ Note 82 ] |
| Vietnam                          | Độc lập, tự do, hạnh phúc | vietnamien | « Indépendance, liberté, bonheur » | [ Note 83 ] |
| Y                                | Sommaire : - Haut – A - B - C - D - E - F - G - H - I - J - K - L - M - N - O - P - Q - R - S - T - U - V - W - X - Y - Z             | Sommaire : - Haut – A - B - C - D - E - F - G - H - I - J - K - L - M - N - O - P - Q - R - S - T - U - V - W - X - Y - Z             | Sommaire : - Haut – A - B - C - D - E - F - G - H - I - J - K - L - M - N - O - P - Q - R - S - T - U - V - W - X - Y - Z             | Sommaire : - Haut – A - B - C - D - E - F - G - H - I - J - K - L - M - N - O - P - Q - R - S - T - U - V - W - X - Y - Z |
| Yémen                            | االله، الوطن، الثورة، الوحدة (Allah, al-waṭan, al-thawrah, al-waḥdah)                                                                 | arabe | « Dieu, la patrie, la révolution, l'unité »                                                                                           | [ 376 ] |
| Z                                | Sommaire : - Haut – A - B - C - D - E - F - G - H - I - J - K - L - M - N - O - P - Q - R - S - T - U - V - W - X - Y - Z             | Sommaire : - Haut – A - B - C - D - E - F - G - H - I - J - K - L - M - N - O - P - Q - R - S - T - U - V - W - X - Y - Z             | Sommaire : - Haut – A - B - C - D - E - F - G - H - I - J - K - L - M - N - O - P - Q - R - S - T - U - V - W - X - Y - Z             | Sommaire : - Haut – A - B - C - D - E - F - G - H - I - J - K - L - M - N - O - P - Q - R - S - T - U - V - W - X - Y - Z |
| Zambie                           | One Zambia, One Nation | anglais | « Une Zambie, une nation, un trésor »                                                                                                 | [ 377 ] |
| Zimbabwe                         | Unity - Freedom - Work | anglais | « Unité - Liberté - Travail » | [ 378 ] |